# Haus des Rundfunks
Haus des Rundfunks i Berlin är en betydelsefull byggnad inom arkitekturen och radiohistorien. Den ligger på Masurenallee mittemot Funkturm i stadsdelen Westend. Här finns sedan 2003 huvudkontoret för Rundfunk Berlin-Brandenburg. 
Hans Poelzig ritade byggnaden i funkisstil och den invigdes 1931. Den stora sändningssalen stod klar 1933. Här började de första regulära TV-sändningarna i Tyskland 1935. De flyttade 1937 till Deutschlandhaus vid Theodor-Heuss-Platz. Efter Andra världskriget kontrollerades byggnaden och radion av den sovjetiska ockupationsmakten, trots att den låg i den brittiska sektorn. Haus des Rundfunks överlämnads först 1956 till Berlins stad. Efter omfattande renoveringsarbeten blev huset från 1957 säte för Sender Freies Berlin (SFB), som 2003 blev en del av Rundfunk Berlin-Brandenburg (RBB).

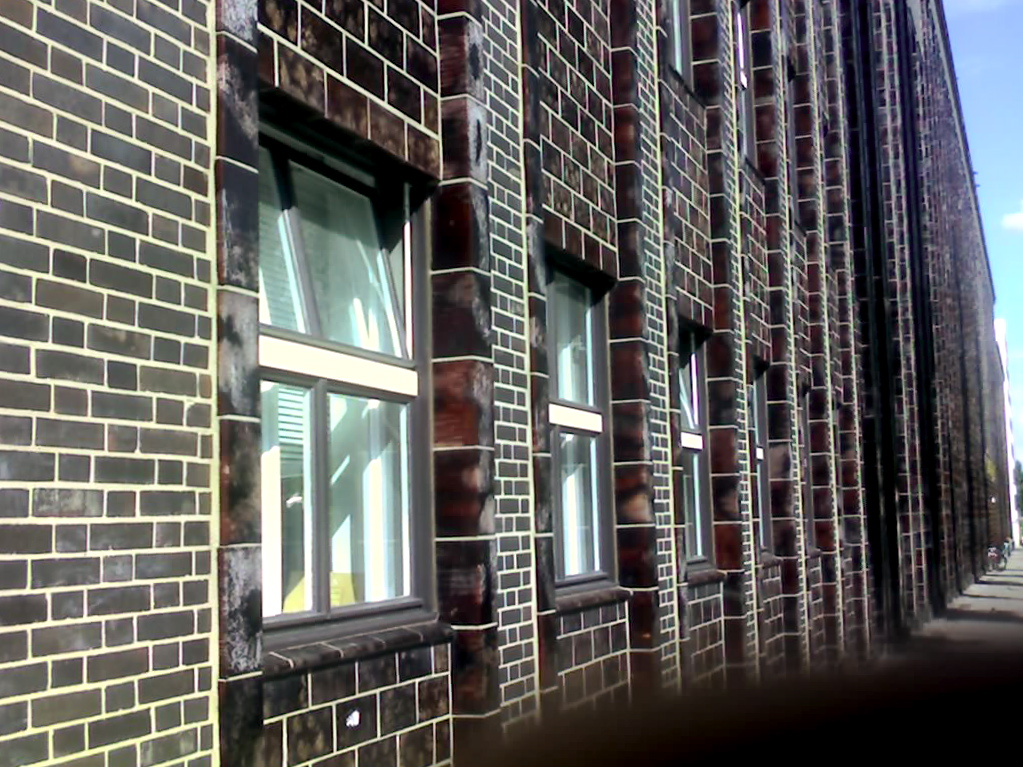
Haus des Rundfunks, juni 2006